# Jana Haas (Autorin)

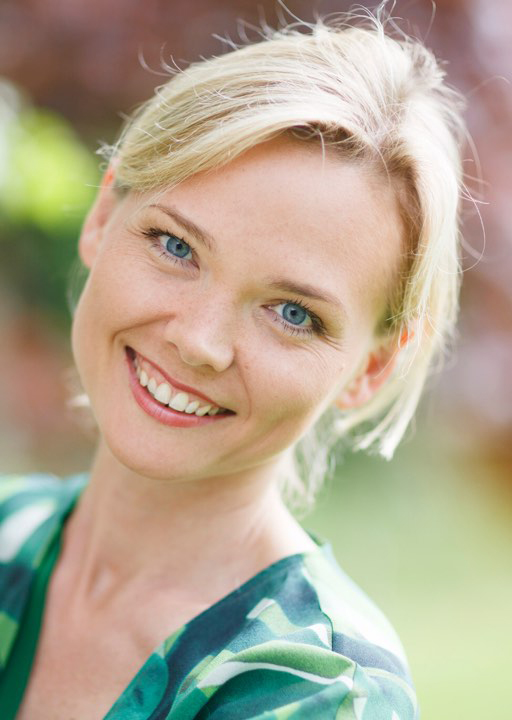
Jana Haas (2016)

Jana Haas (geborene Butakowa; * 27. März 1979 in Zelinograd, Kasachische SSR, Sowjetunion) ist eine deutsch-russische Autorin. Sie behauptet, ein Medium zu sein und mit Verstorbenen und anderen Geistwesen kommunizieren zu können.

## Leben
Haas wurde in der Sowjetunion geboren. Ihre Vorfahren mütterlicherseits sind Wolgadeutsche. Die Grundschule besuchte sie in Pawlodar, 1992 zog sie mit ihrer Familie nach Deutschland in die Nähe von Bonn. Nach dem Realschulabschluss besuchte sie die Höhere Handelsschule und absolvierte danach eine Ausbildung als Immobilienkauffrau. Sie lebt heute in Herdwangen-Schönach in der Nähe des Bodensees.
Sie ist nach eigenen Angaben seit ihrer Kindheit hellsichtig. Sie berichtet, mit sechs Jahren an einem See des Irtysch ein erstes bewusstes Nahtoderlebnis gehabt zu haben, welches ihr Bilder und Erfahrungen einer jenseitigen Welt vermittelt hat. In ihrer Kindheit will sie vorwiegend erdnahe Wesen, wie zum Beispiel Verstorbene, gesehen haben. Mit fortschreitender seelisch-geistiger Entwicklung habe sie zunehmend auch die menschliche Aura und höhere lichtvolle Wesen erkennen können. Sie ist nach ihren Angaben heute in der Lage, die „energetischen“ Welten, wie den Himmel, ebenso Gott und unzählige Wesenheiten, wie Engel und Naturwesen, deutlich zu sehen, sie exakt zu beschreiben und mit ihnen zu kommunizieren.
Am 11. Januar 2008 war Haas Gast in der SWR-Sendung Nachtcafé.
Sie rief 2010 den „Jana Haas – Kinderhilfe in Russland e.V.“ ins Leben, um behinderten Kindern dort eine Perspektive zu geben.

## Arbeit
Haas betreibt seit Herbst 2005 in Herdwangen-Schönach das Cosmogetic-Institut, in welchem sie Ausbildungen, Seminare und Workshops durchführt. Sie erklärt, es sei ihr Bestreben, die Menschen über die geistigen Zusammenhänge aufzuklären und ihnen einen unverklärten und undogmatischen Zugang zu ihrer eigenen Spiritualität zu ermöglichen.

## Bücher
- mit Wulfing von Rohr: Engel und die neue Zeit. Heilwerden mit den lichten Helfern. Ullstein, Berlin 2008, ISBN 978-3-548-74420-9.
- Die Engelkarten. Engel in der neuen Zeit. Allegria 2008, ISBN 978-3-7934-2150-4.
- Heilung mit der Kraft der Engel. Das Praxisbuch zum energetischen Heilen von Körper und Seele. Knaur, München 2009, ISBN 978-3-426-65633-4.
- Erzengel und das neue Zeitalter. Ihre Kraft für persönliche Beziehungen und Gesundheit nutzen. Knaur, München 2009, ISBN 978-3-426-65638-9.
- Mit den Engeln durch das Jahr. 365 himmlische Botschaften. Knaur, München 2009, ISBN 978-3-426-87435-6.
- Schutzengel. Wie uns die himmlischen Begleiter zu Seite stehen. Knaur, München 2010, ISBN 978-3-426-65667-9.
- Fragen an Gott und die Engel. Ullstein, Berlin 2011, ISBN 978-3-548-74532-9.
- Jenseitige Welten. Knaur, München 2012, ISBN 978-3-426-65692-1.
- mit Werner Wider: Himmlisches Wissen. Ein erfülltes Leben mit Hilfe der Engel. Knaur, München 2013, ISBN 978-3-426-65731-7.
- Der Seelenplan. Was unser Schicksal bestimmt. Trinity, München 2014, ISBN 978-3-955-50060-3.
- Heilen mit der göttlichen Kraft. Aktiviere deine inneren Heilkräfte mit Cosmogetic Healing. Trinity, München 2015, ISBN 978-3-955-50119-8.
- Das Geheimnis einer erfüllten Partnerschaft: Chancen erkennen und leben. Trinity, München 2016, ISBN 978-3-955-50162-4.
- Mein Seelenweg ins Licht. Arkana Verlag, München 2020, ISBN 978-3-442-34261-7.

Buchbeiträge:
- Unsere Reise zum ewigen Licht. In Eduard Maass (Hrsg.): Das Buch vom Abschied. Knaur, München 2012, ISBN 978-3-426-87631-2.

## DVD
- Exklusives Interview: Engel, Hellsichtigkeit und wie wir uns entwickeln können DVD, Neue Weltsicht, Potsdam 2011.
- Der Schutzengel – Begleitung im Leben und im Jenseits DVD, Neue Weltsicht, Potsdam 2011.
- Workshop: Die Hilfe der lichten Helfer 2 DVD, Neue Weltsicht, Potsdam 2012.
- Gott und seine geistigen Helfer DVD, Neue Weltsicht, Potsdam 2012.
- Kraftorte in Kalifornien – eine Naturwesenreise mit Jana Haas DVD, Neue Weltsicht, Potsdam 2013.
- Die Übersinnlichen – Das geheime Potential der Seele DVD, Polyband, München 2019.
- Wiedergeburt – Deine Seele ist unsterblich DVD, Polyband, München 2019.